# Аф

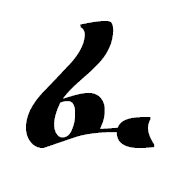

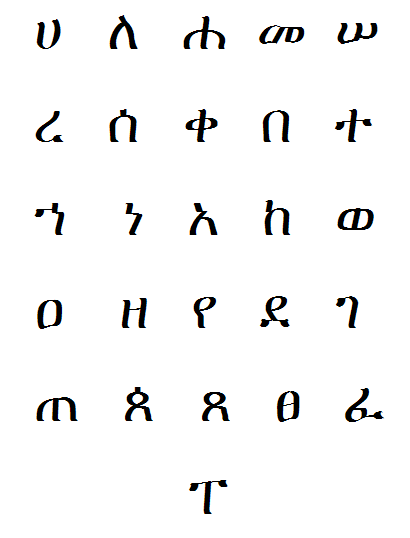

Аф, фаф (амх. ፈፍ — «рот») — фа, 25-я буква эфиопского алфавита, обозначает  глухой губно-зубной спирант.
- ፈ — аф геэз фэ
- ፉ — аф каэб фу
- ፊ  — аф салис фи
- ፋ — аф рабы фа
- ፌ  — аф хамыс фе
- ፍ  — аф садыс фы (ф)
- ፎ  — аф сабы фо